# Sloanea speciosa
Sloanea speciosa är en tvåhjärtbladig växtart som beskrevs av Albert Charles Smith. Sloanea speciosa ingår i släktet Sloanea och familjen Elaeocarpaceae. Inga underarter finns listade i Catalogue of Life.